# Kerstin Brunnberg

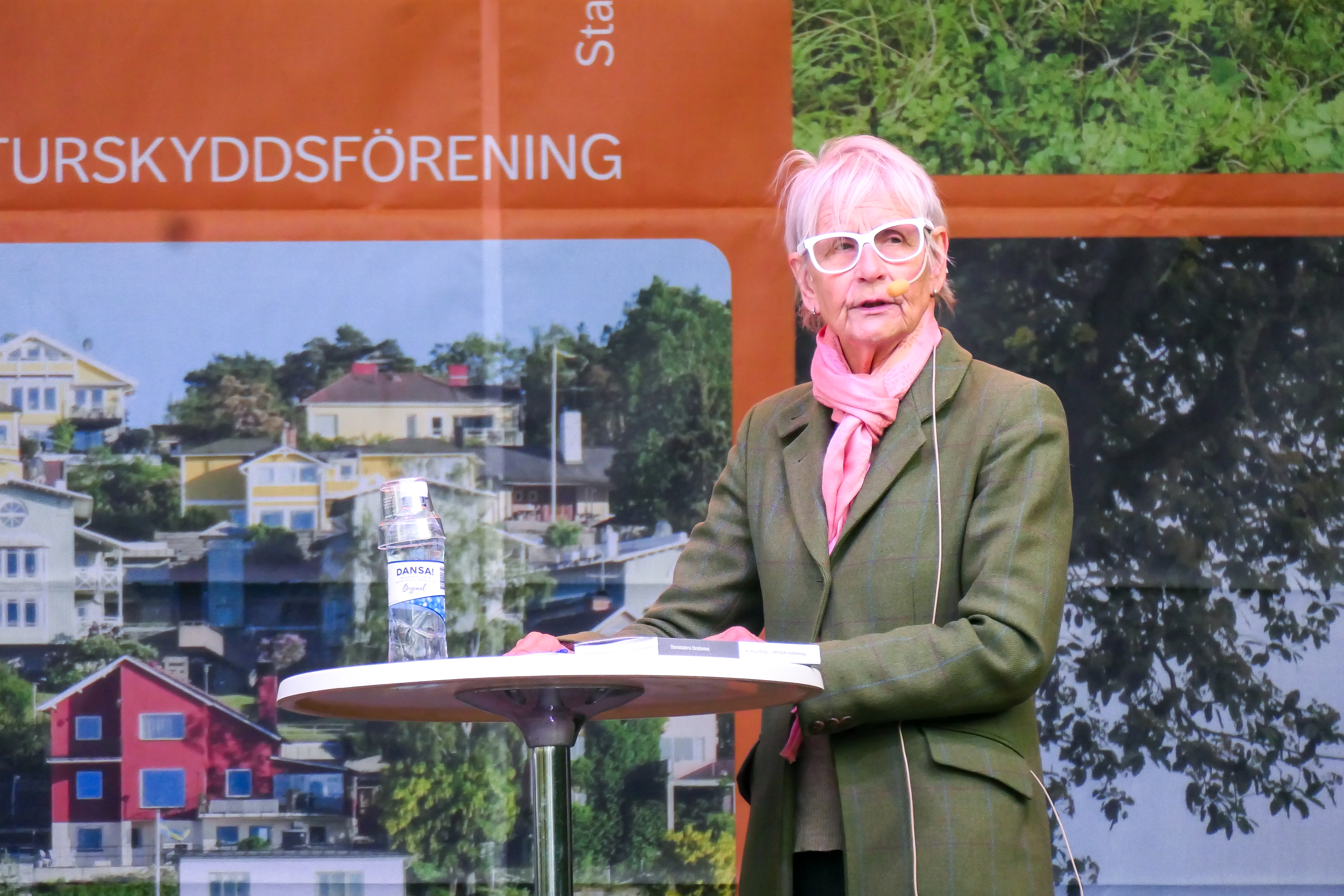
Kerstin Brunnberg leder en valdebatt i Kungsträdgården inför valet 2022 mellan Stockholmspolitiker om det framtida stadsbyggandet i huvudstaden.

Kerstin Maria Elisabeth Brunnberg Jonsäter, född Brunnberg 27 februari 1942, är en svensk journalist.
Kerstin Brunnberg är dotter till arkitekturprofessor Hans Brunnberg och Brita, född af Petersens. Hon började som volontär på Södermanlands Nyheter i Trosa och har sedan dess arbetat på Gotlands Folkblad, Svenska Dagbladet, Arbetet, SVT:s Rapport samt Ekot på Sveriges Radio. På Ekot var Kerstin Brunnberg bland annat politisk reporter, redaktionssekreterare samt redaktionschef. Hon arbetade en tid också som SR:s informationschef och som programdirektör med ansvar för P1, P2 och P3. År 2006 tillträdde Brunnberg som så kallad senior advisor och var därefter verkställande direktör för Sveriges Radio maj 2007 – januari 2009. Brunnberg tävlade 2011 i På spåret tillsammans med Olle Palmlöf. De gick vidare till kvartsfinal.
Kerstin Brunnberg var 2009–14 styrelseordförande i Statens Kulturråd. Hösten 2009 och våren 2010 var Brunnberg gästprofessor i praktisk journalistik vid universitetet i Göteborg. Hon var chef för Statens centrum för arkitektur och design, ArkDes, juli 2014 – juni 2016. Sedan 2019 är hon ordförande för Kulturhuset/Stadsteatern i Stockholm och sedan 2020 för mediehuset Vad Vi Vet. Från och med augusti 2025 övertar Kerstin ordförandeskapet för Riksteatern. 
År 2004 fick Kerstin Brunnberg Stora Journalistpriset.